# Ramal ferroviario Maipú-Ayacucho-Tandil
El Ramal Maipú - Ayacucho - Tandil pertenece al Ferrocarril General Roca, Argentina.

## Ubicación
Se halla íntegramente en la provincia de Buenos Aires, atravesando los partidos de Maipú, General Guido, Ayacucho y Tandil.

## Características
Es un ramal con una extensión de 127 km entre Maipú y Tandil.

## Historia
El ramal fue construido por el  Ferrocarril del Sud, entre 1880 y 1883. Durante las estatizaciones ferroviarias de 1948, pasó a formar parte del Ferrocarril General Roca.
Hasta principios de 2007 corrían servicios de pasajeros a cargo de la empresa Ferrobaires.

## Servicios
La Estación Maipú se encuentra activa para servicios de pasajeros de larga distancia que presta la empresa Trenes Argentinos, entre Plaza Constitución y Mar del Plata.
La Estación Tandil dejó de prestar servicios de pasajeros desde el 30 de junio de 2016 a causa del cese de operaciones de todos los ramales de Ferrobaires. Esporádicamente corren formaciones de carga de la empresa Ferrosur Roca, con destino a Tandil.
En octubre de 2021, se lanzó la licitación para la recuperación de la infraestructura de vía de este ramal, para la vuelta del tren a Tandil desde Maipú.
En enero de 2023 (en la actualidad) se llevan realizando obras en el ramal Maipú-Ayacucho-Tandil para que se reactiven el ramal después de 7 años. Se trata de un mejoramiento integral de las vías ferroviarias, el trayecto total de la renovación de via son 64km de vías nuevas, se espera a la espera de todos los que conecta esté ramal ferroviario que vuelva para conectar dichas localidades después de 7 años
Aun no se tienen novedades de las próximas frecuencias del servicio, fecha de estimación del funcionamiento del ramal, estaciones, etc.

## Imágenes

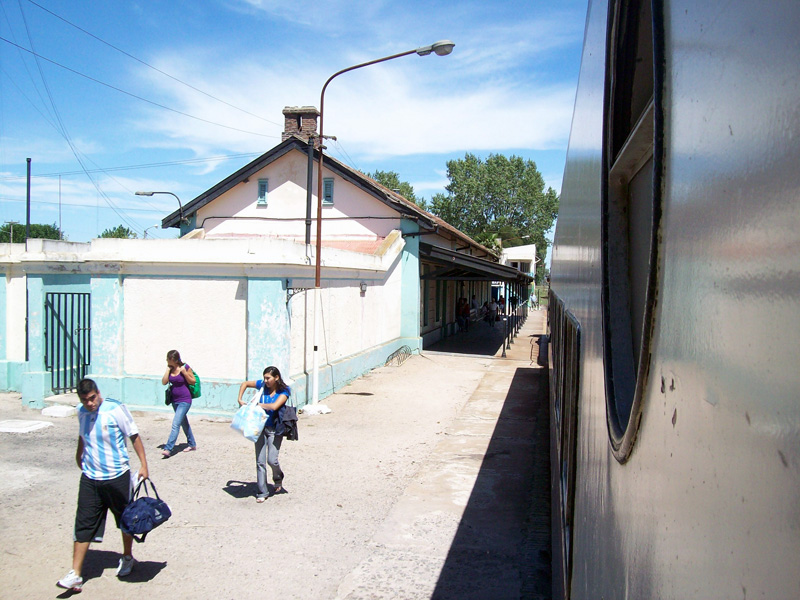
Maipú
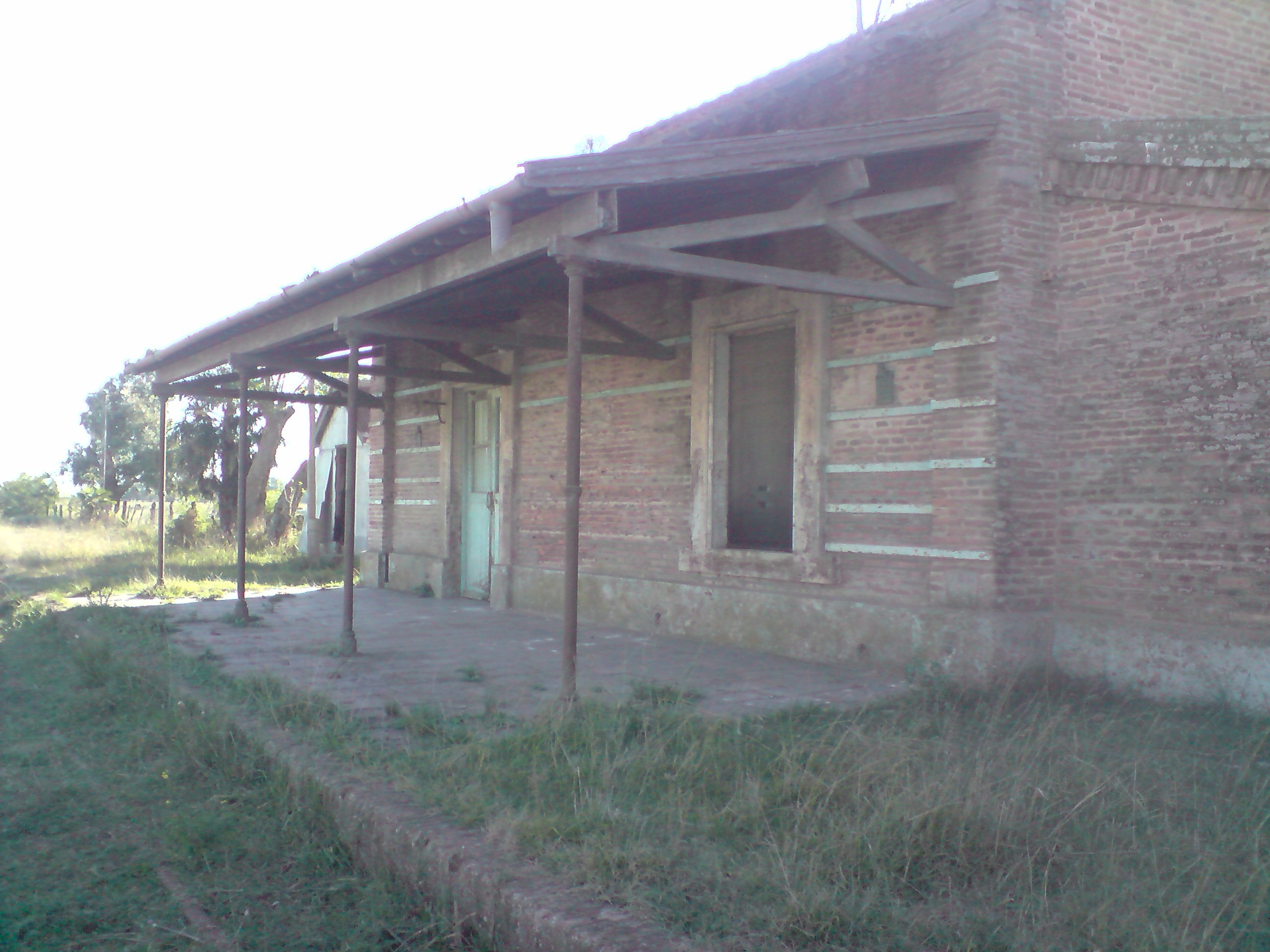
Labardén
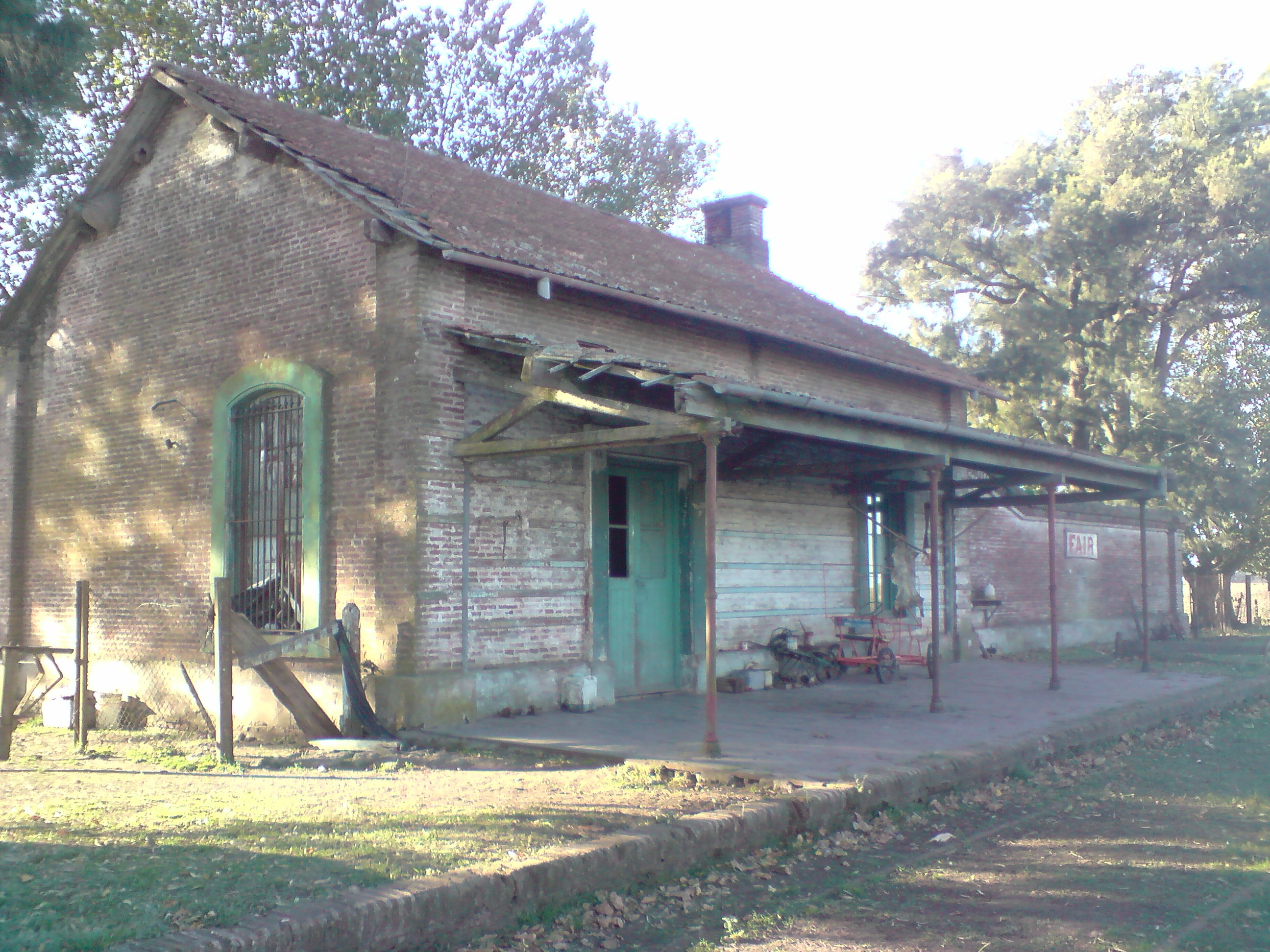
Fair
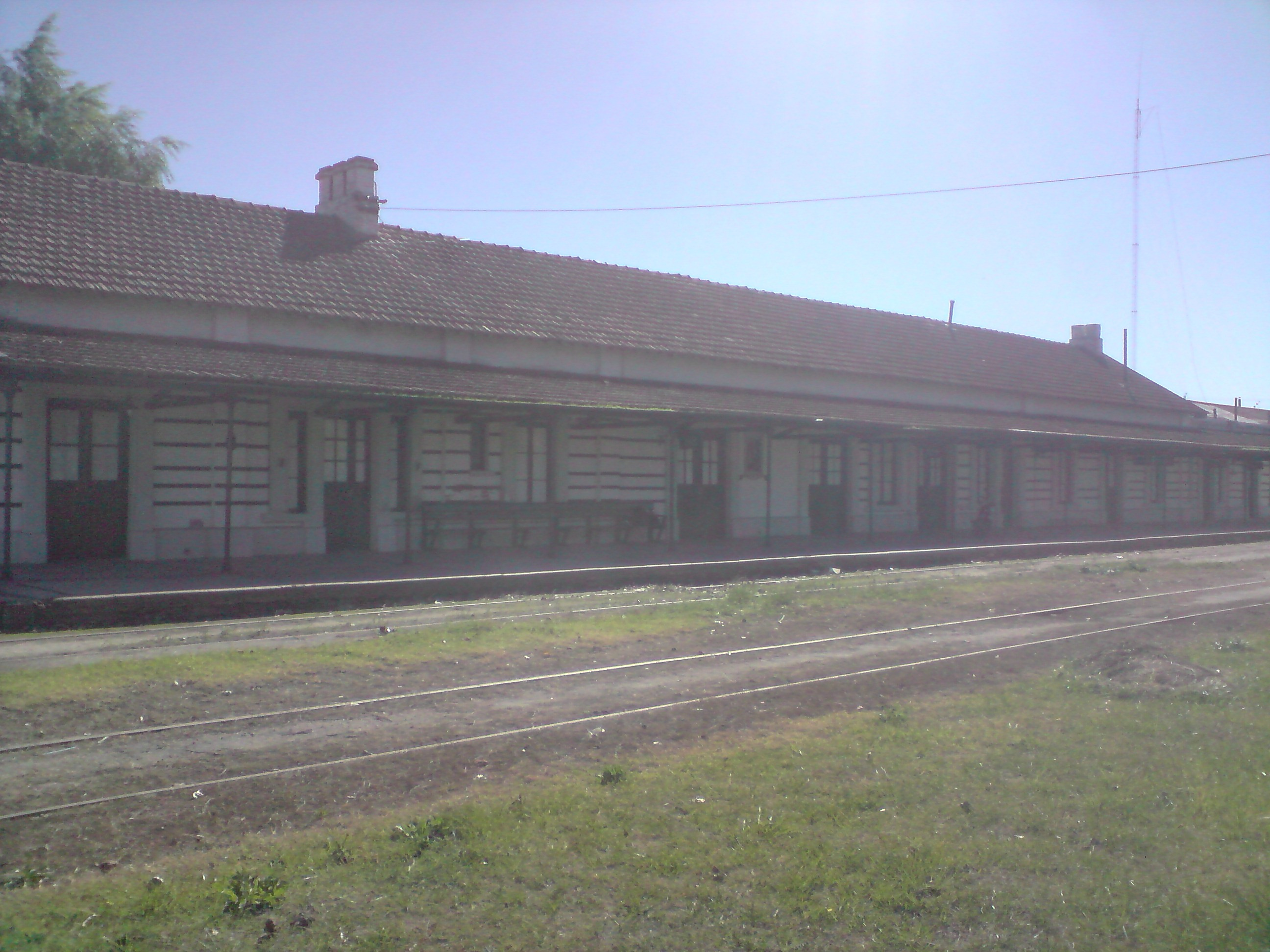
Ayacucho
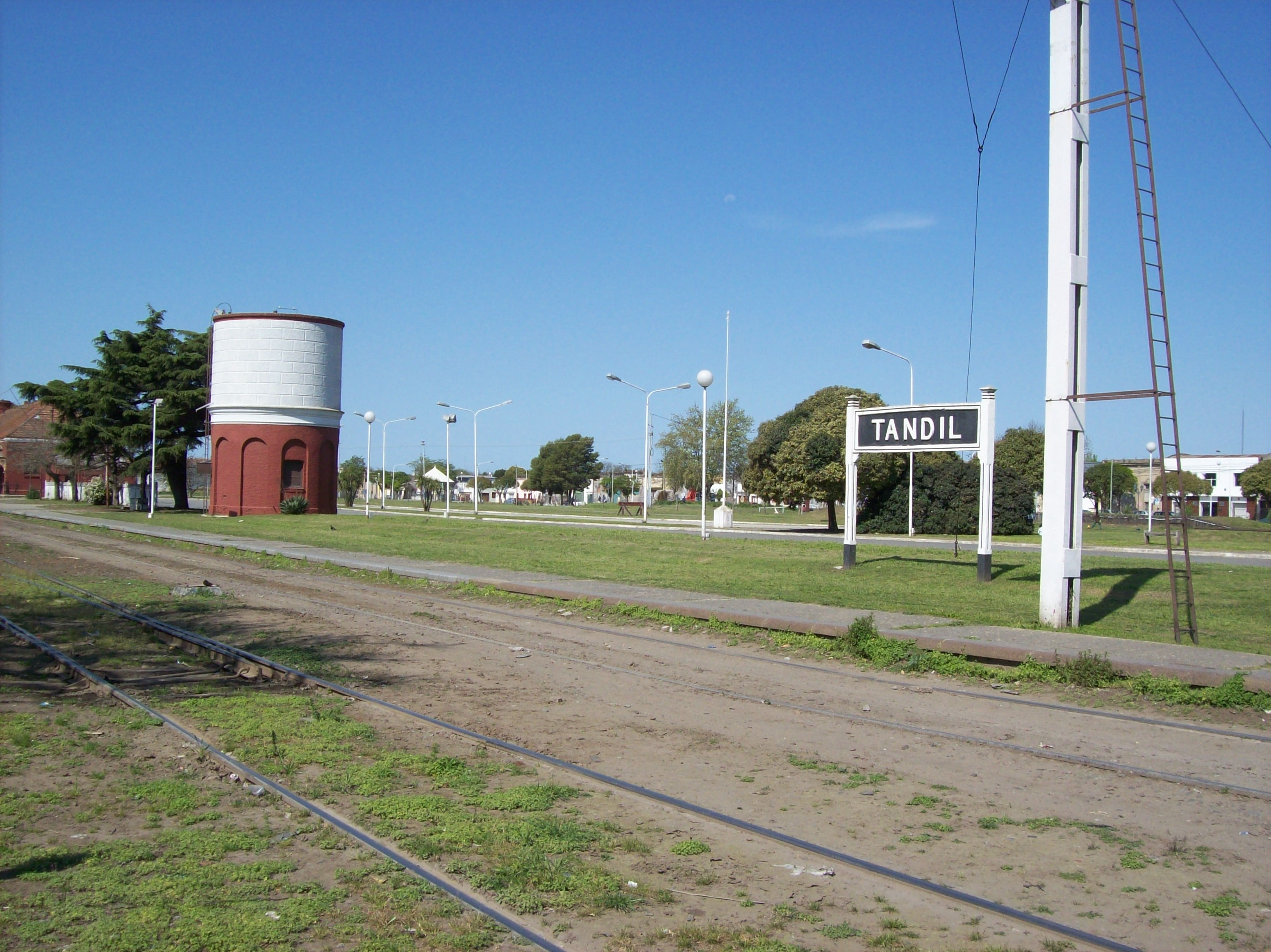
Tandil